# Haemorhous purpureus
Il carpodaco purpureo (Haemorhous purpureus (Gmelin, 1789)) è un uccello passeriforme della famiglia dei fringillidi. Rappresenta l'uccello mascotte del New Hampshire.

## Etimologia
Il nome scientifico della specie, purpureus, deriva dal latino e significa "di color rosso porpora", in riferimento alla livrea dei maschi adulti.

## Descrizione

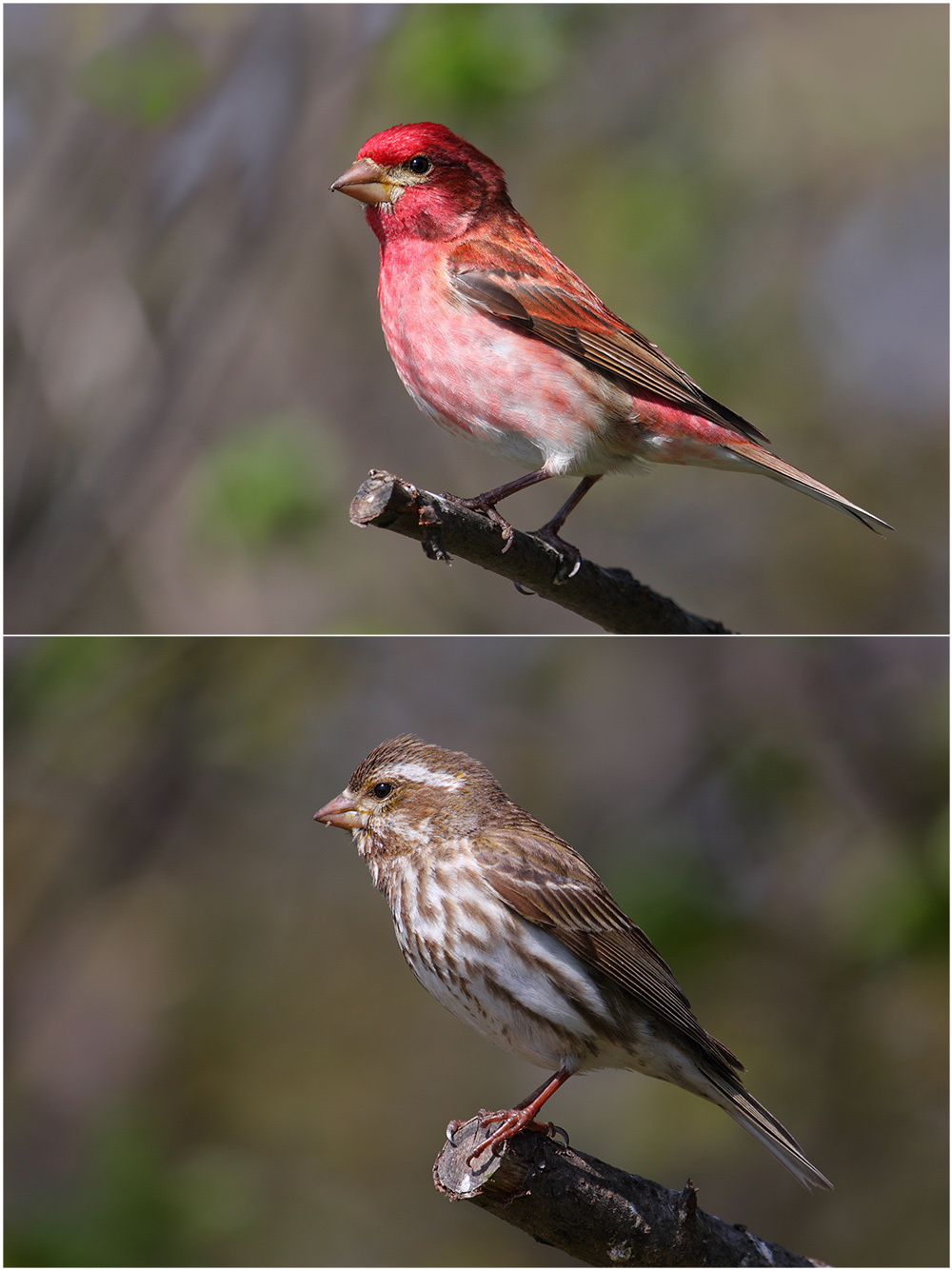
In alto un maschio, in basso una femmina, ambedue nel Québec.

### Dimensioni
Misura 13,5-14,5 cm di lunghezza, per 17,5-28,4 g di peso.

### Aspetto
Si tratta di uccelli dall'aspetto paffuto e robusto, muniti di testa rotonda con becco robusto, grandi occhi, ali allungate e coda dalla punta lievemente forcuta.
Il piumaggio presenta dimorfismo sessuale netto: i maschi, infatti, presentano testa, petto, fianchi, dorso e codione di colore rosso porpora (caratteristica che frutta a questi uccelli sia il nome comune che il nome scientifico), ventre di colore rosa-biancastro, sottocoda bianco, ali e coda nerastre, le prime con copritrici primarie orlate di rosa e secondarie orlate di bianco, la seconda dal bordo bianco anch'essa. Le femmine, invece, mancano della colorazione rossa, presentando petto e ventre di colore bianco-grigiastro con screziature brune, testa di colore bruno con gola e sopracciglio biancastri e dorso bunastro con penne delle ali orlate di bianco. In ambedue i sessi, il becco è di colore grigio-giallastro, le zampe sono di color carnicino e gli occhi sono di colore bruno scuro, con area fra gli stessi e il becco glabra e grigiastra.

## Biologia

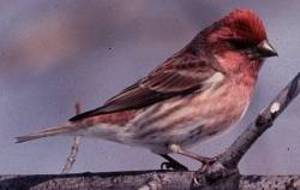
Maschio in natura.

Si tratta di uccelli dalle abitudini essenzialmente diurne, che passano la maggior parte della giornata fra gli alberi o i cespugli alla ricerca di cibo, scendendo raramente al suolo: durante l'inverno, questi uccelli formano stormi che possono contare fino a 200 individui, talvolta in associazione con altre specie (ad esempio il lucherino delle pinete ed il cardellino d'America), muovendosi assieme alla ricerca di cibo e posandosi alla sera fra gli alberi (in special modo fra le conifere) per riposare.

Specialmente durante il periodo primaverile, i maschi dei carpodachi purpurei cantano spesso, emettendo in volo sequenze di 6-23 note di vario timbro, mentre le femmine sono più silenziose e cantano raramente: ambedue i sessi si tengono costantemente in contatto fra loro nell'ambito del proprio stormo di appartenenza mediante richiami ticchettanti.

### Alimentazione

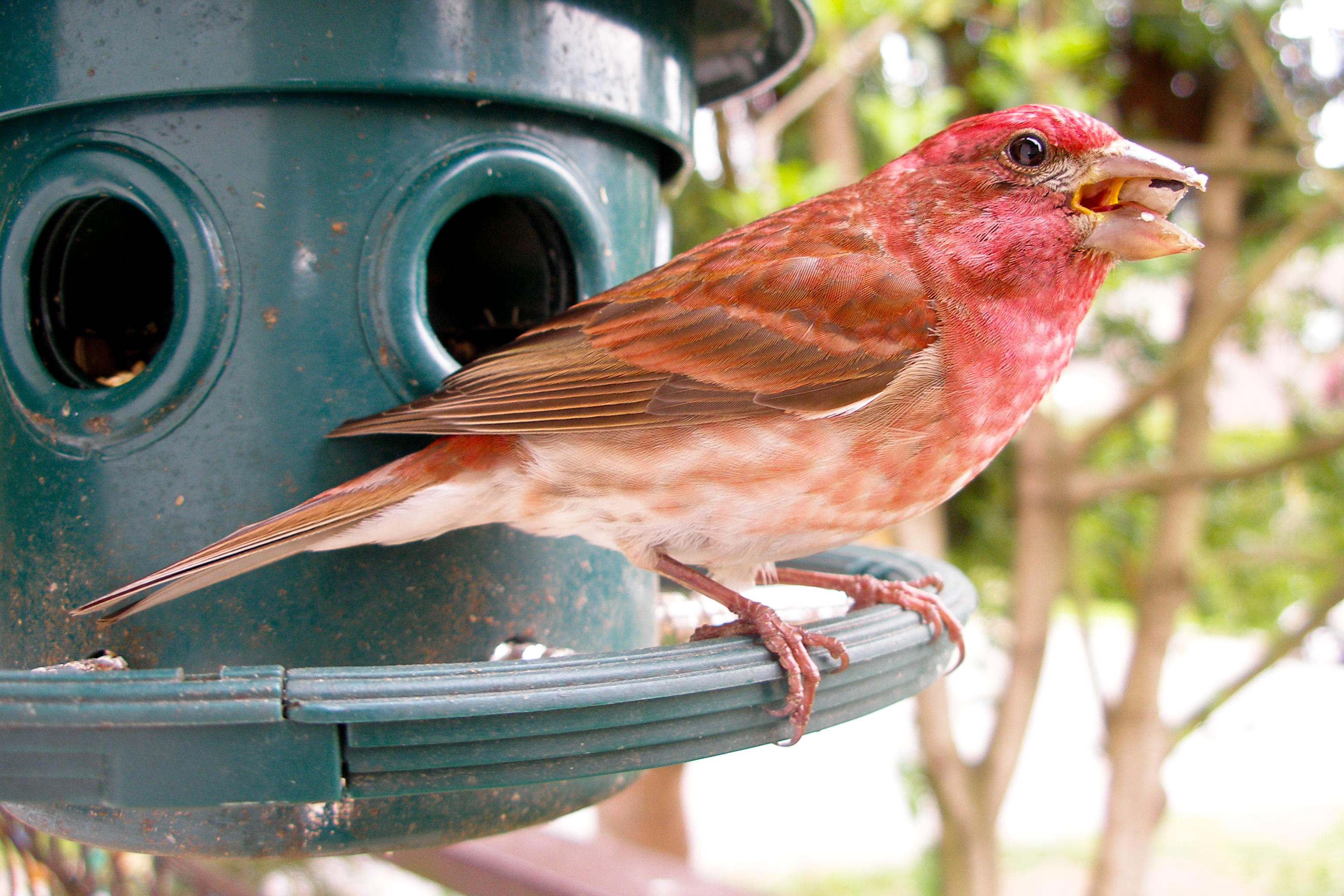
Maschio si alimenta da una mangiatoia a Vancouver.

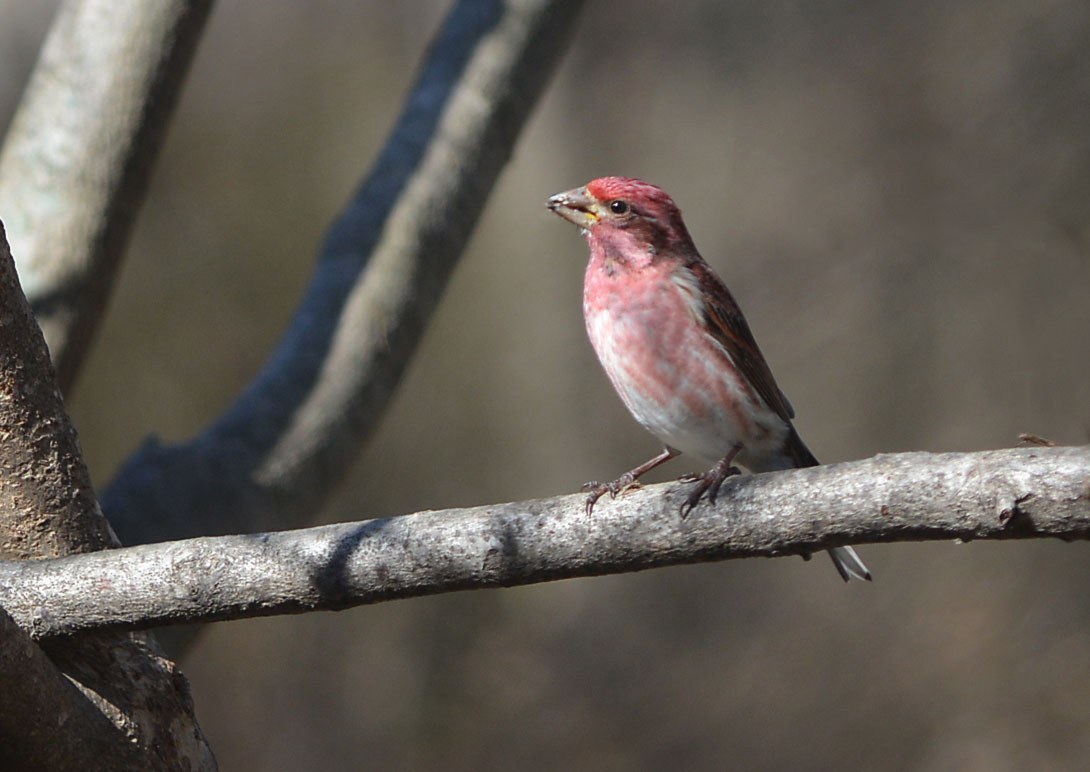
Maschio si nutre nell'Illinois.

Si tratta di uccelli dalla dieta in massima parte granivora, che si nutrono di semi di una varietà di piante arboree, arbustive ed erbacee, ma che mangiano senza problemi anche foglioline, germogli (in special modo quelli di olmo), bacche, boccioli, fiori ed il loro nettare, nonché, di tanto in tanto, anche insetti ed altri piccoli invertebrati e le loro larve. La dieta segue andamento stagionale, privilegiando le risorse presenti durante il periodo: per esempio, il cibo di origine animale viene consumato (sebbene raramente) durante la primavera, così come boccioli e germogli, mentre frutta e bacche (delle quali solitamente viene consumato il seme piuttosto che la polpa) predominano durante il periodo estivo. Fra le piante maggiormente visitate da questi uccelli per cibarsi di semi e germogli figurano (oltre ai già citati olmi) tulipifero, aceri, storace, platano, frassino, ginepri e sorbi: per le bacche vengono invece privilegiati bagolaro, corniolo, Rhus, carpino della Virginia, faggi, vite, edera del Canada, fragole e more.

### Riproduzione

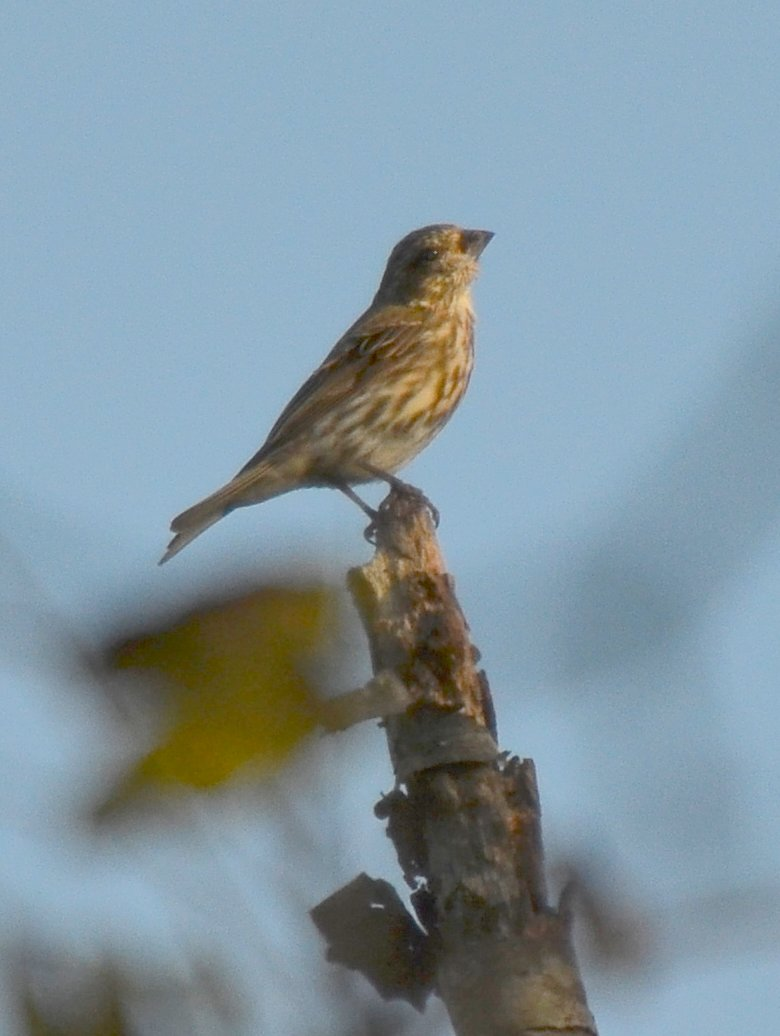
Femmina su posatoio in Illinois.

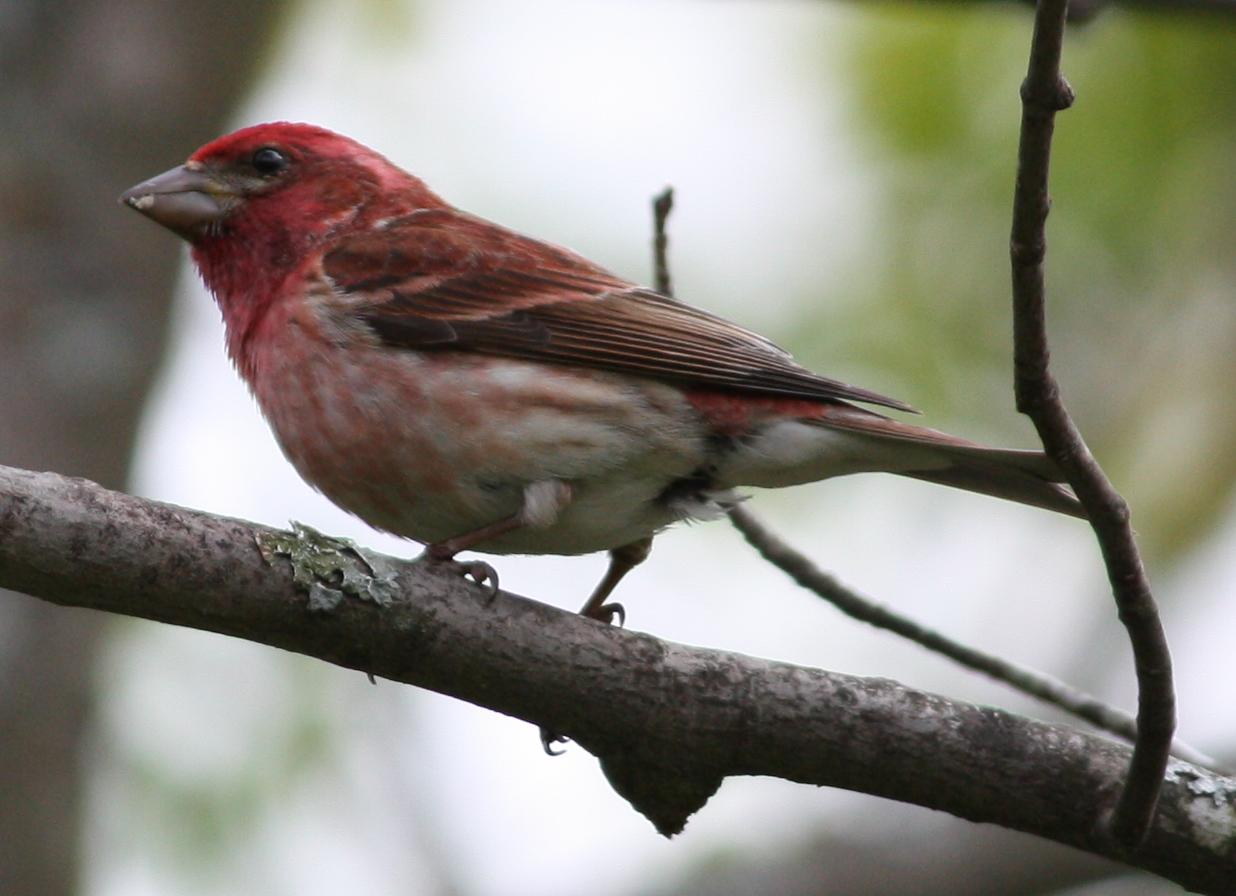
Maschio si nutre nel New Hampshire.

Il periodo riproduttivo va da aprile ai primi di agosto: si tratta di uccelli monogami, nei quali le coppie si formano all'inizio della stagione riproduttiva dopo un serrato corteggiamento da parte dei maschi. Essi, infatti, ingaggiano duelli canori a distanza fra loro ed all'avvicinarsi di un esemplare dell'altro sesso cominciano a seguirlo insistentemente saltellando, rizzando le penne di fronte e vertice, vibrando le ali, arruffando le penne del petto, tenendo la coda verso l'alto, spesso tenendo uno stelo d'erba o comunque del materiale da costruzione del nido nel becco: la femmina risponde positivamente all'interesse del maschio facendo vibrare a sua volta le ali ed iniziando la ricerca di un luogo di nidificazione idoneo.
Durante il periodo degli amori, le coppie si isolano e divengono molto territoriali nei confronti degli intrusi: i maschi cantano incessantemente da posatoi ben in evidenza (ad esempio alberi isolati in radure) per intimorire eventuali intrusi nei paraggi. In vista di un estraneo, ambedue i partner cominciano ad assumere posture di minaccia via via più esplicite (corpo orizzontale e becco rivolto verso l'intruso, oppure simile ma con becco aperto, o ancora impettita con becco rivolto verso il basso), e se ciò ancora non bastasse allora lo attaccano energicamente.

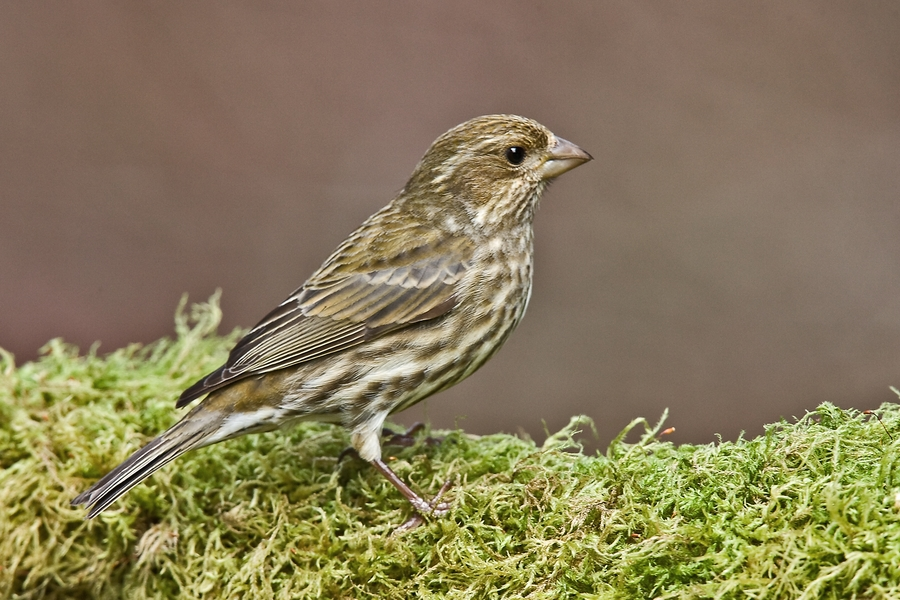
Femmina sul Black Creek: la costruzione del nido e la cova sono a carico esclusivo delle femmine.

Il nido, a forma di coppa, viene costruito fra i rami di un albero, solitamente una conifera: la sua costruzione è quasi interamente a carico della femmina, col maschio che può occasionalmente fornire del materiale da costruzione, senza tuttavia parteciparvi direttamente. Per edificare il nido, processo che richiede in genere 3-8 giorni, la femmina si serve di fili d'erba, radichette e fibre vegetali, foderando l'interno con pelame, piumino e muschio.

Al suo interno, vengono deposte 3-6 uova azzurro-verdastre con maculature bruno-nerastre, che la femmina provvede a covare da sola, col maschio che staziona di guardia nei pressi del nido (seguendola quando se ne allontana) e si incarica di reperire il nutrimento per sé e per la compagna: le femmine sono solite cantare durante la cova, sebbene non sia noto lo scopo di tale comportamento.

La cova dura circa 13 giorni, al termine dei quali schiudono pulli ciechi ed implumi, che vengono imbeccati da ambedue i genitori con cibo rigurgitato (principalmente semi ma anche insetti) e divengono in grado d'involarsi attorno alle due settimane di vita, sebbene continuino a richiedere l'imbeccata e a stazionare nei pressi del nido ancora per qualche giorno prima di allontanarsene e disperdersi.
La speranza di vita di questi uccelli è di circa 14 anni, dato ottenuto da un maschio inanellato a due anni di vita e ricatturato 12 anni più tardi: la maggior parte degli esemplari, tuttavia, raramente supera il secondo anno di vita. La maturità sessuale viene raggiunta prima dell'anno d'età, coi giovani che sono in grado di riprodursi con successo già a partire dalla stagione riproduttiva seguente a quella che li ha visti nascere.

## Distribuzione e habitat

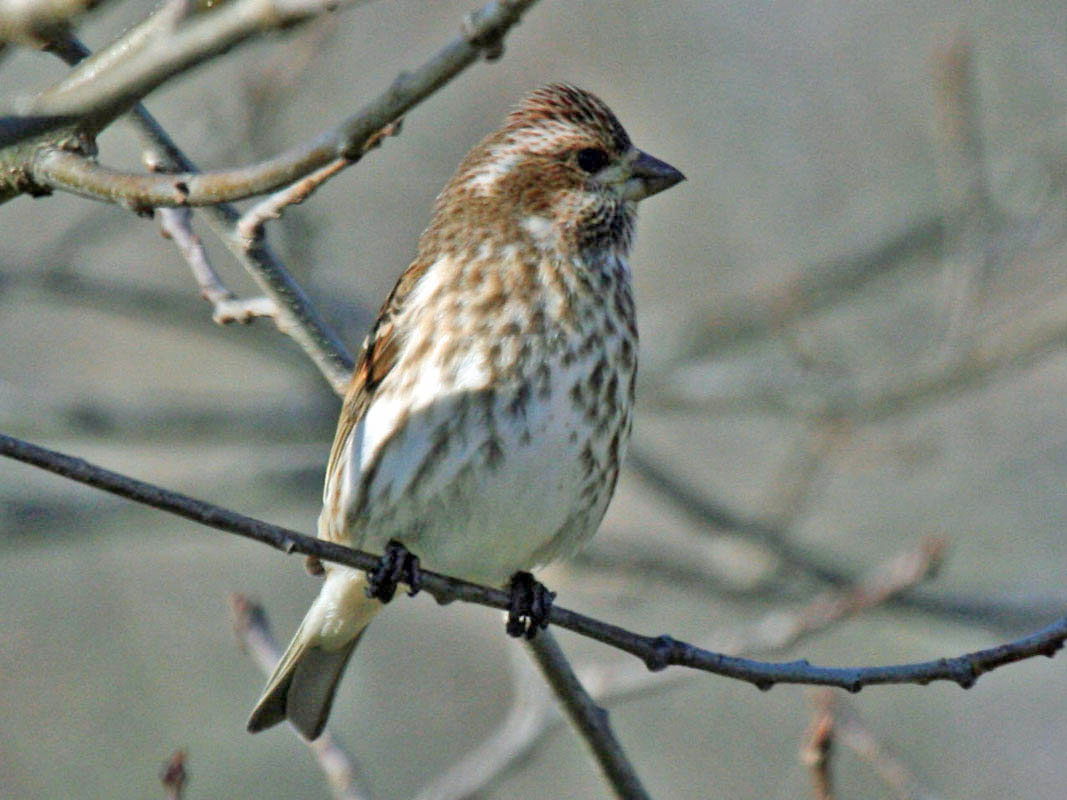
Femmina in Virginia.

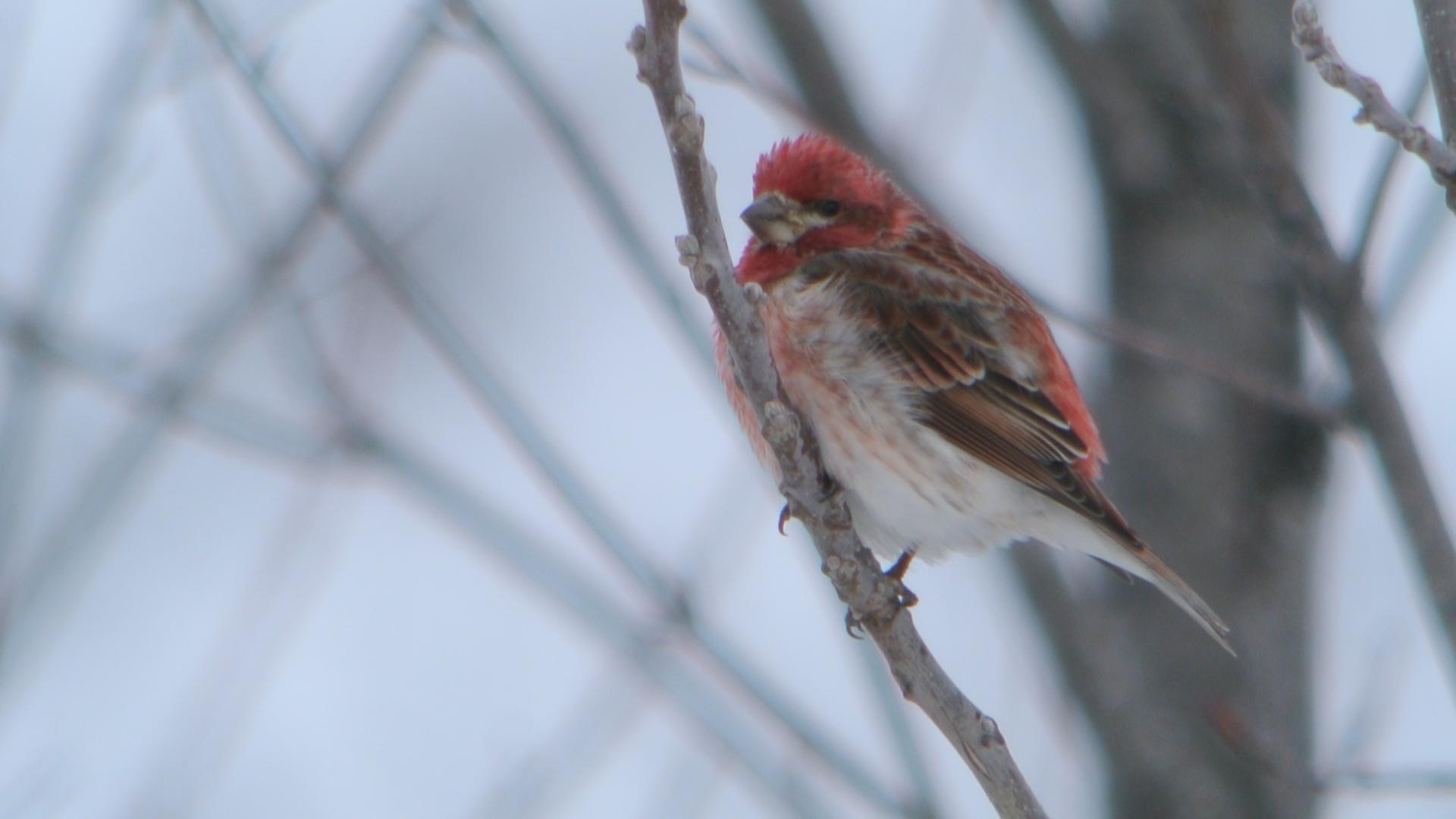
Maschio in inverno.

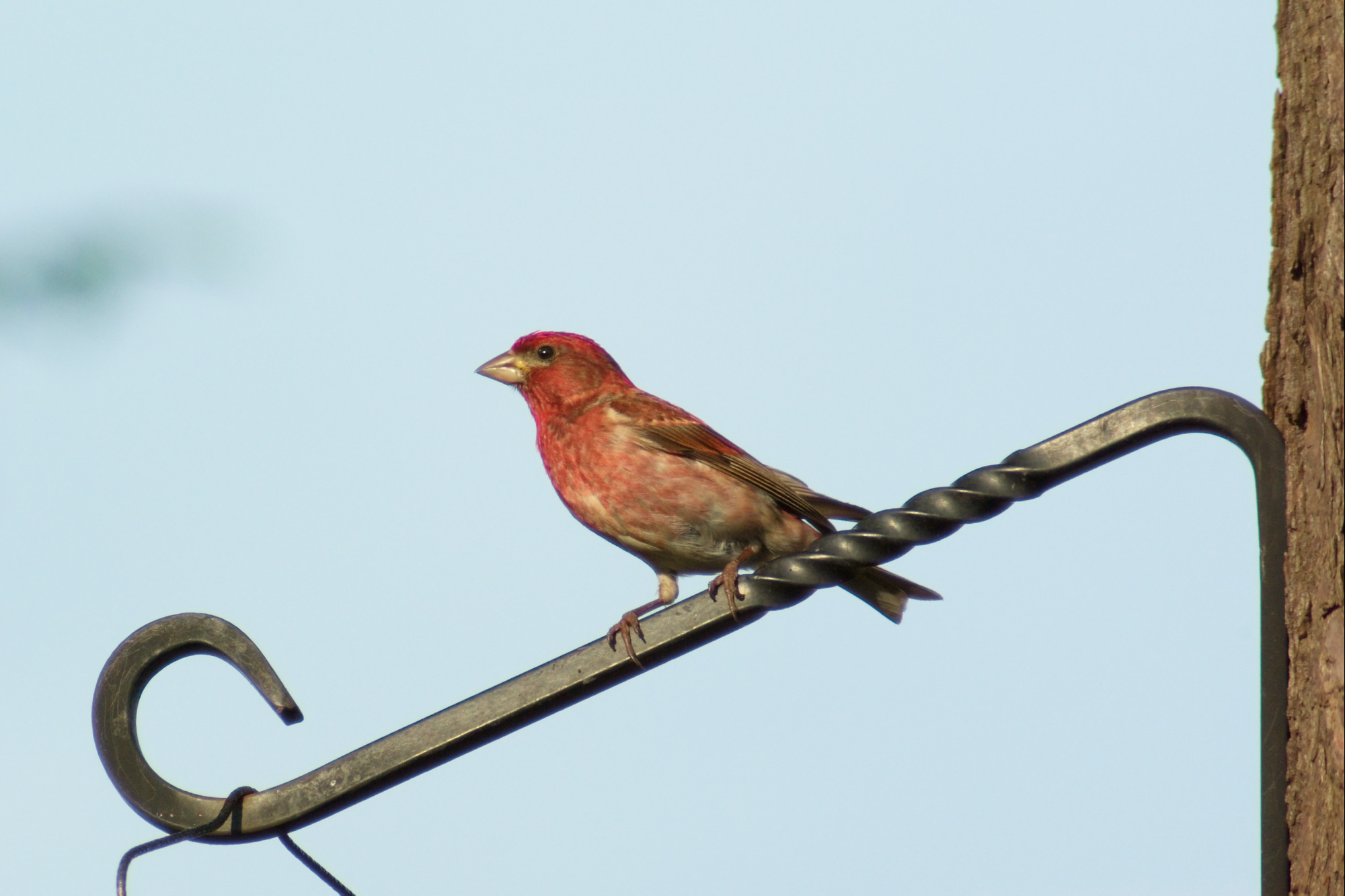
Maschio su una casa: questi uccelli convivono bene con l'uomo.

Il carpodaco purpureo è una specie migratrice, che durante l'estate abita la porzione centro-meridionale del Canada dall'alto corso dello Yukon ai Grandi Laghi, mentre d'inverno migra stabilendosi nel bacino del Mississippi, negli stati atlantici del sud o lungo la costa pacifica, fino alle estreme propaggini nord-occidentali della penisola di Baja California: le popolazioni dell'area costiera compresa fra la Nuova Scozia e la Pennsylvania, oltre che quelle di Michigan e Wisconsin e degli stati del Pacifico, tendono invece ad essere residenti.
L'habitat di questi uccelli è rappresentato dalle zone boscose, siano esse a prevalenza di latifoglie o di conifere (con predilezione per i boschi misti a pino e quercia), purché vi siano radure, campi di taglio o comunque vegetazione non eccessivamente folta: il carpodaco purpureo si dimostra inoltre molto adattabile in termini ambientali, colonizzando anche zone antropizzate come giardini, parchi, siepi e zone prative con presenza di macchie cespugliose.

## Sistematica
Se ne riconoscono due sottospecie:

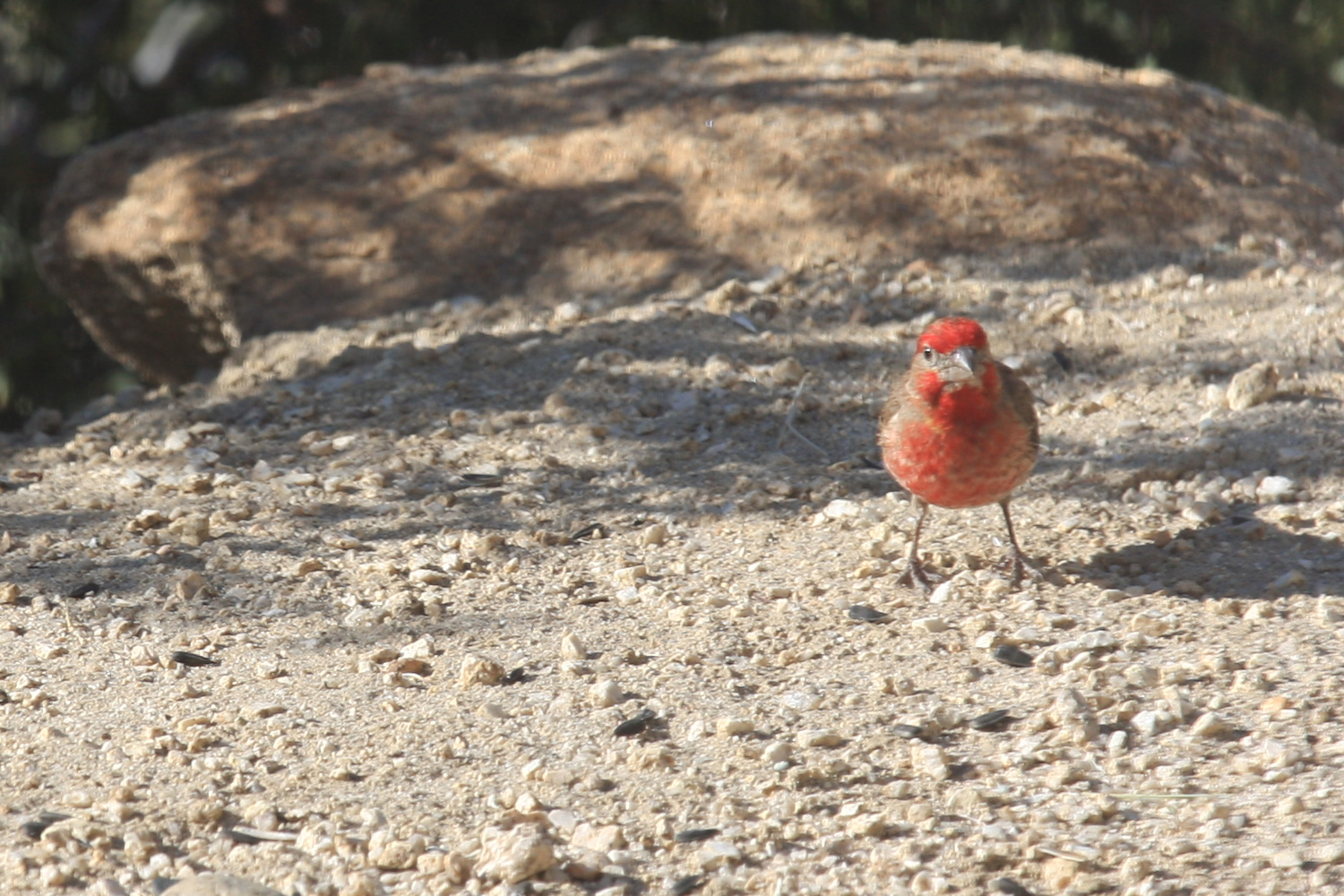
Maschio della sottospecie californicus al suolo sulla Sierra Nevada.

- Haemorhous purpureus purpureus (Gmelin, 1789) - la sottospecie nominale, riproduttrice nel Canada centrale e orientale e negli USA nord-orientali, svernante negli USA sud-orientali;
- Haemorhous purpureus californicus (Baird, 1858) - riproduttrice in Columbia Britannica, residente lungo la costa pacifica degli USA, svernante lungo la Catena delle Cascate, la Sierra Nevada occidentale e la Baja California nord-occidentale;

secondo alcuni autori, le popolazioni dell'Alberta nord-orientale e della Terranova, attualmente ascritte alla sottospecie nominale, sarebbero da elevare al rango di sottospecie a sé stanti, rispettivamente coi nomi di H. p. taverneri e H. p. nesophilus: lo stesso varrebbe per H. p. rubidus della costa dello stato di Washington, sinonimizzata con la sottospecie californicus.
La specie veniva in passato (e talvolta lo è ancora) ascritta al genere Carpodacus col nome di C. purpureus, tuttavia recenti analisi genetiche hanno dimostrato che essa forma un clade con le altre specie di carpodachi nordamericani, corrispondente al genere Haemorhous.